# Tampla
Tampla est une localité située dans le département de Zambo de la province de l'Ioba dans la région Sud-Ouest au Burkina Faso.

## Santé et éducation
Le centre de soins le plus proche de Tampla est le centre de santé et de promotion sociale (CSPS) de Zambo tandis que le centre médical avec antenne chirurgicale (CMA) le plus proche est celui de Diébougou dans la province voisine de Bougouriba.